# Antiblemma subcinerascens
Antiblemma subcinerascens là một loài bướm đêm trong họ Erebidae.